# Panurgus dentipes
Panurgus dentipes är en biart som beskrevs av Pierre André Latreille 1811. Panurgus dentipes ingår i släktet fibblebin och familjen grävbin. Inga underarter finns listade i Catalogue of Life.
Arten förekommer i Väst- och Centraleuropa från Iberiska halvön till Belgien, sydvästra Tyskland, västra Österrike, norra Italien och Korsika. Den lever i buskskogar, på gräsmarker och i växtligheten intill vägar. Honor besöker korgblommiga växter.
För beståndet är inga hot kända. Hela populationen anses vara stabil. IUCN listar arten som livskraftig (LC).